# Primer ministro de Guinea-Bisáu
El primer ministro de la República de Guinea-Bisáu (en portugués: primeiro-ministro da República da Guiné-Bissau) es el jefe del Gobierno de este país africano. El cargo fue creado en 1973 durante el gobierno rebelde contra las autoridades coloniales portuguesas. Desde el 21 de diciembre de 2023, el cargo es ocupado por Rui Duarte de Barros.

## Historia del cargo
Con la creación de la jefatura del Estado, también se constituyó la jefatura del Gobierno, que recayó en la figura del primer ministro. Este cargo estuvo, en los primeros años de vida de Guinea-Bisáu, dominado por el PAIGC, único partido legal en el país y de orientación marxista-leninista.
El primer jefe del gobierno fue Francisco Mendes, que falleció en un accidente de coche en 1978 cuando aún estaba en el cargo. Las luchas internas dentro del PAIGC llevaron al enfrentamiento entre el presidente Luis Cabral y el primer ministro João Bernardo Vieira, quien en 1980 liderará el golpe de Estado que derrocó al presidente. El cargo de primer ministro, bajo la presidencia de Vieria se mantuvo hasta 1984 cuando fue abolido. Sin embargo, el propio Vieira restituirá el cargo en 1991 con la llegada del multipartidismo al país.
El PAIGC acaparó el cargo hasta 1998 cuando se creó un gobierno de unidad nacional liderado por el independiente Francisco Fadul, quien se mantuvo en el cargo hasta el derrocamiento del presidente Vieira en 1999. Con la caída de Vieira se abrió la etapa de dominio del PRS (2000-2004) aunque eso no evitó la inestabilidad interna como prueba la salidas forzadas de los cuatro primeros ministros del partido:
- Caetano N'Tchama fue obligado a dimitir por el presidente Ialá.

- Faustino Imbali, ante la amenaza de una moción de censura de la Asamblea Nacional Popular, dimitió.
- Alamara Nhassé dimitió tras una crisis de gobierno.
- Mário Pires fue depuesto por el golpe militar de 2003.

Con las elecciones legislativas de 2004 regresó la preponderancia del PAIGC, que mantiene desde entonces en la cámara legislativa, pero continuaron las dificultades políticas entre los diferentes poderes públicos. El jefe del gobierno Carlos Gomes Júnior aseguró que dimitiría si Vieira (candidato independiente y antiguo miembro del PAIGC) era elegido, pero después de la elección se negó a reconocer los resultados. Con todo, ambos decidieron finalmente colaborar. Sin embargo, el presidente disolvió el gobierno de Gomes Júnior y lo sustituyó por Aristides Gomes, también del mismo partido pero que fue sancionado por su apoyo a Vieira.
El PAIGC recurrió el nombramiento pero el Tribunal Supremo dio la razón al presidente de la República. Gomes ejerció como primer ministro con una Asamblea  Nacional Popular en contra (coalición del PAIGC, PRS y PUSD). Finalmente Vieira forzó la dimisión de Gomes y nombró al candidato de la coalición tripartita,  Martinho Ndafa Kabi del PAIGC, que tomó posesión en 2007.  La tensiones afloraron dentro del PAIGC, que retiró su apoyo a Kabi, acusándolo de simpatizar con el PRS y no mantener la lealtad al partido. El presidente Vieira decidió disolver la cámara legislativa y nombró un nuevo primer ministro, Carlos Correia. El PAIGC siguió dominando la política con Correia y su sustituto, Carlos Gomes Júnior.
Tras el asesinato del presidente Vieira en 2009, Gomes Júnior se postuló para presidente en las elecciones presidenciales de 2012 pero el golpe de Estado interrumpió el proceso democrático. Tras un periodo de interinidades (2012-2014) regresó la democracia a Guinea-Bisáu, aunque nuevamente el PAIGC monopolizaba el cargo con siete primeros ministros. El 18 de noviembre de 2016 Umaro Sissoco Embaló formó su gobierno después de su nombramiento como primer ministro por el presidente José Mário Vaz. Su nombramiento, gracias a los acuerdos de Conakri con la oposición, puso fin a la inestabilidad política provocada tras la destitución de Domingos Simões Pereira y la disolución sucesiva de cuatro gobiernos en nueve meses.
En octubre de 2019 el presidente Vaz cesó al primer ministro Arístides Gomes y lo sustituyó por Faustino Imbali. Sin embargo, Gomes no aceptó la decisión presidencial y el país tuvo durante diez días dos jefes de Gobierno. Finalmente la presión internacional llevó a la dimisión de Imbali y la restitución en el cargo de Gomes.
Desde agosto de 2023, el cargo es ocupado por Geraldo Martins.

## Funciones y responsabilidades[9]
El primer ministro de Guinea-Bisáu es el máximo representante del poder ejecutivo y administrativo del país; y desarrolla las políticas generales de acuerdo con su programa político, aprobado por la Asamblea Nacional Popular (artículo 96). La constitución determina que el primer ministro, que junto con los ministros y secretarios de Estado conforma el Gobierno nacional,  es el jefe de Gobierno y es su deber orientar y coordinar las acciones gubernamentales y asegurar el cumplimiento de las leyes. Además deberá informar al presidente de la República sobre los asuntos de política interna y externa (artículo 97). El primer ministro presidirá el Consejo de Ministros (artículo 101).
El primer ministro es designado por el presidente de la República atendiendo a las mayorías parlamentarias y previa consulta con los partidos políticos representados en la Asamblea Nacional Popular. Al primer ministro corresponde también proponer los nombres de los ministros y secretarios de Estado para su nombramiento por el jefe del Estado (artículo 98). Entre las atribuciones, recogidas en el artículo 100, del primer ministro, como jefe del Gobierno están las siguientes:
- Orientar la Administración Pública, coordinar y controlar las actividades de los Ministerios y otros órganos de la Administración central y local.
- Organizar y dirigir la actuación política, económica, cultural, actividades científicas, sociales, de defensa y seguridad, de acuerdo con su programa político.
- Elaborar el Plan Nacional de Desarrollo y el Presupuesto General del Estado, y ejecutarlo.
- Legislar mediante decretos legales y decretos en materias que conciernen su organización y funcionamiento, así como las materias que no estén reservadas a la Asamblea Popular Nacional.
- Aprobar proyectos de ley y presentarlos a la Asamblea Nacional Popular.
- Negociar y celebrar acuerdos y convenciones internacionales.
- Nominar y proponer la nominación de cargos civiles y militares.
- El Gobierno, reunido en Consejo de Ministros, puede legislar mediante decretos-legales y decretos (artículo 102).

El Gobierno es políticamente responsable ante el presidente de la República y ante la Asamblea Nacional Popular (artículo 103). Por ello, ambos poderes pueden forzar la destitución del primer ministro y su gobierno, según los siguientes supuestos recogidos en el artículo 104:
- Relacionados con la Asamblea Nacional Popular: como el inicio de un nuevo periodo legislativo; no superar la votación de aprobación de su programa político en la asamblea Nacional Popular; y, la aprobación de una moción de censura.
- Relacionado con el propio primer ministro: la solicitud de renuncia por parte del primer ministro ante el presidente de la República; y, la muerte o incapacidad permanente del primer ministro.
- Relacionado con el presidente de la República: ya que este podrá destituir al Gobierno en caso de grave crisis política que amenaza el funcionamiento regular de las instituciones del país, previa consulta con el Consejo de Estado y los partidos políticos con representación en la Asamblea Nacional Popular.

## Lista de primeros ministros (1973-actualidad)
| Espectro político                         |
| ----------------------------------------- |
| PAIGC PRS Madem G15 Militar Independiente |

| Primer ministro                                                      | Primer ministro                                                      | Primer ministro                                                      | Inicio                                                               | Fin                                                                  | Partido                                                              | Elecciones                                              | Presidente                         | Presidente                       | Presidente |
| -------------------------------------------------------------------- | -------------------------------------------------------------------- | -------------------------------------------------------------------- | -------------------------------------------------------------------- | -------------------------------------------------------------------- | -------------------------------------------------------------------- | ------------------------------------------------------- | ---------------------------------- | -------------------------------- | ---------- |
| 1                                                                    |                                                                      | Francisco Mendes (1939-1978)                                         | 24 de septiembre de 1973                                             | 7 de julio de 1978                                                   | PAIGC                                                                | Designado por el presidente (1976)                      |                                    | Luís Cabral (1973-1980)          |            |
| 2                                                                    |                                                                      | Constantino Teixeira (¿-1988)                                        | 7 de julio de 1978                                                   | 28 de septiembre de 1978                                             | PAIGC                                                                | Designado por el presidente (1976)                      |                                    | Luís Cabral (1973-1980)          |            |
| 3                                                                    |                                                                      | João Bernardo Vieira (1939-2009)                                     | 28 de septiembre de 1978                                             | 14 de noviembre de 1980                                              | PAIGC                                                                | Designado por el presidente (1976)                      |                                    | Luís Cabral (1973-1980)          |            |
| Puesto vacante (14 de noviembre de 1980 – 14 de mayo de 1982)        | Puesto vacante (14 de noviembre de 1980 – 14 de mayo de 1982)        | Puesto vacante (14 de noviembre de 1980 – 14 de mayo de 1982)        | Puesto vacante (14 de noviembre de 1980 – 14 de mayo de 1982)        | Puesto vacante (14 de noviembre de 1980 – 14 de mayo de 1982)        | Puesto vacante (14 de noviembre de 1980 – 14 de mayo de 1982)        | Designado por el presidente (1976)                      |                                    | João Bernardo Vieira (1980-1994) |            |
| 4                                                                    |                                                                      | Victor Saúde Maria (1939-1999)                                       | 14 de mayo de 1982                                                   | 10 de marzo de 1984                                                  | PAIGC                                                                | Designado por el presidente (1976)                      |                                    | João Bernardo Vieira (1980-1994) |            |
| Puesto abolido (10 de marzo de 1984 - 27 de diciembre de 1991)       |                                                                      |                                                                      |                                                                      |                                                                      |                                                                      |                                                         |                                    | João Bernardo Vieira (1980-1994) |            |
| 5                                                                    |                                                                      | Carlos Correia (1933-2021)                                           | 27 de diciembre de 1991                                              | 26 de octubre de 1994                                                | PAIGC                                                                | Designado por el presidente (1994; 1999-00; 2004; 2008) |                                    | João Bernardo Vieira (1980-1994) |            |
| 6                                                                    |                                                                      | Manuel Saturnino da Costa (1942-2021)                                | 26 de octubre de 1994                                                | 6 de junio de 1997                                                   | PAIGC                                                                | Designado por el presidente (1994; 1999-00; 2004; 2008) |                                    | João Bernardo Vieira (1980-1994) |            |
| 7                                                                    |                                                                      | Carlos Correia (1933-2021)                                           | 6 de junio de 1997                                                   | 3 de diciembre de 1998                                               | PAIGC                                                                | Designado por el presidente (1994; 1999-00; 2004; 2008) |                                    | João Bernardo Vieira (1980-1994) |            |
|                                                                      |                                                                      | Francisco Fadul (1953-)                                              | 3 de diciembre de 1998                                               | 19 de febrero de 2000                                                | Independiente                                                        | Designado por el presidente (1994; 1999-00; 2004; 2008) |                                    | João Bernardo Vieira (1980-1994) |            |
| 8                                                                    |                                                                      | Francisco Fadul (1953-)                                              | 3 de diciembre de 1998                                               | 19 de febrero de 2000                                                | Independiente                                                        | Designado por el presidente (1994; 1999-00; 2004; 2008) | Ansumane Mané (1999)               |                                  |            |
| 8                                                                    |                                                                      | Francisco Fadul (1953-)                                              | 3 de diciembre de 1998                                               | 19 de febrero de 2000                                                | Independiente                                                        | Designado por el presidente (1994; 1999-00; 2004; 2008) | Malam Bacai Sanhá (1999-2000)      |                                  |            |
| 9                                                                    |                                                                      | Caetano N'Tchama (1955-)                                             | 19 de febrero de 2000                                                | 19 de marzo de 2001                                                  | PRS                                                                  | Designado por el presidente (1994; 1999-00; 2004; 2008) |                                    | Kumba Ialá (2000-2003)           |            |
| 10                                                                   |                                                                      | Faustino Imbali (1956-)                                              | 21 de marzo de 2001                                                  | 9 de diciembre de 2001                                               | Independiente                                                        | Designado por el presidente (1994; 1999-00; 2004; 2008) |                                    | Kumba Ialá (2000-2003)           |            |
| 11                                                                   |                                                                      | Alamara Nhassé (1957-)                                               | 9 de diciembre de 2001                                               | 17 de noviembre de 2002                                              | PRS                                                                  | Designado por el presidente (1994; 1999-00; 2004; 2008) |                                    | Kumba Ialá (2000-2003)           |            |
| 12                                                                   |                                                                      | Mário Pires (1949-)                                                  | 17 de noviembre de 2002                                              | 14 de septiembre de 2003                                             | PRS                                                                  | Designado por el presidente (1994; 1999-00; 2004; 2008) |                                    | Kumba Ialá (2000-2003)           |            |
| Puesto vacante (14 de septiembre de 2003 – 28 de septiembre de 2003) | Puesto vacante (14 de septiembre de 2003 – 28 de septiembre de 2003) | Puesto vacante (14 de septiembre de 2003 – 28 de septiembre de 2003) | Puesto vacante (14 de septiembre de 2003 – 28 de septiembre de 2003) | Puesto vacante (14 de septiembre de 2003 – 28 de septiembre de 2003) | Puesto vacante (14 de septiembre de 2003 – 28 de septiembre de 2003) | Designado por el presidente (1994; 1999-00; 2004; 2008) |                                    | Veríssimo Correia S. (2003)      |            |
| 13                                                                   |                                                                      | Artur Sanhá (1965-)                                                  | 28 de septiembre de 2003                                             | 10 de mayo de 2004                                                   | PRS                                                                  | Designado por el presidente (1994; 1999-00; 2004; 2008) |                                    | Henrique Rosa (2003-2005)        |            |
|                                                                      |                                                                      | Carlos Gomes Junior (1949-)                                          | 10 de mayo de 2004                                                   | 2 de noviembre de 2005                                               | PAIGC                                                                | Designado por el presidente (1994; 1999-00; 2004; 2008) |                                    | Henrique Rosa (2003-2005)        |            |
| 14                                                                   |                                                                      | Carlos Gomes Junior (1949-)                                          | 10 de mayo de 2004                                                   | 2 de noviembre de 2005                                               | PAIGC                                                                | Designado por el presidente (1994; 1999-00; 2004; 2008) | João Bernardo Vieira (2005-2009)   |                                  |            |
| 15                                                                   |                                                                      | Aristides Gomes (1954-)                                              | 2 de noviembre de 2005                                               | 13 de abril de 2007                                                  | PAIGC                                                                | Designado por el presidente (1994; 1999-00; 2004; 2008) | João Bernardo Vieira (2005-2009)   |                                  |            |
| 16                                                                   |                                                                      | Martinho Ndafa Kabi (1957-)                                          | 13 de abril de 2007                                                  | 5 de agosto de 2008                                                  | PAIGC                                                                | Designado por el presidente (1994; 1999-00; 2004; 2008) | João Bernardo Vieira (2005-2009)   |                                  |            |
| 17                                                                   |                                                                      | Carlos Correia (1933-2021)                                           | 5 de agosto de 2008                                                  | 2 de enero de 2009                                                   | PAIGC                                                                | Designado por el presidente (1994; 1999-00; 2004; 2008) | João Bernardo Vieira (2005-2009)   |                                  |            |
|                                                                      |                                                                      | Carlos Gomes Junior (1949-)                                          | 2 de enero de 2009                                                   | 10 de febrero de 2012                                                | Independiente                                                        | Designado por el presidente (1994; 1999-00; 2004; 2008) | João Bernardo Vieira (2005-2009)   |                                  |            |
| 18                                                                   |                                                                      | Carlos Gomes Junior (1949-)                                          | 2 de enero de 2009                                                   | 10 de febrero de 2012                                                | Independiente                                                        | Designado por el presidente (1994; 1999-00; 2004; 2008) | Raimundo Pereira (2009)            |                                  |            |
| 18                                                                   |                                                                      | Carlos Gomes Junior (1949-)                                          | 2 de enero de 2009                                                   | 10 de febrero de 2012                                                | Independiente                                                        | Designado por el presidente (1994; 1999-00; 2004; 2008) | Malam Bacai Sanhá (2009-2012)      |                                  |            |
|                                                                      |                                                                      | Carlos Gomes Junior (1949-)                                          | 2 de enero de 2009                                                   | 10 de febrero de 2012                                                | Independiente                                                        | Designado por el presidente (1994; 1999-00; 2004; 2008) | Raimundo Pereira (2012)            |                                  |            |
| -                                                                    |                                                                      | Adiato Djaló Nandigna (1958-)                                        | 10 de febrero de 2012                                                | 12 de abril de 2012                                                  | PAIGC                                                                | Designado por el presidente (1994; 1999-00; 2004; 2008) |                                    |                                  |            |
| Puesto vacante (12 de abril de 2012 - 16 de mayo de 2012)            | Puesto vacante (12 de abril de 2012 - 16 de mayo de 2012)            | Puesto vacante (12 de abril de 2012 - 16 de mayo de 2012)            | Puesto vacante (12 de abril de 2012 - 16 de mayo de 2012)            | Puesto vacante (12 de abril de 2012 - 16 de mayo de 2012)            | Puesto vacante (12 de abril de 2012 - 16 de mayo de 2012)            | Designado por el presidente (2014; 2019)                |                                    | Mamadu Ture Kuruma (2012)        |            |
| -                                                                    |                                                                      | Rui Duarte de Barros (1960-)                                         | 16 de mayo de 2012                                                   | 3 de julio de 2014                                                   | Independiente                                                        | Designado por el presidente (2014; 2019)                |                                    | Mamadu Ture Kuruma (2012)        |            |
| -                                                                    |                                                                      | Rui Duarte de Barros (1960-)                                         | 16 de mayo de 2012                                                   | 3 de julio de 2014                                                   | Independiente                                                        | Designado por el presidente (2014; 2019)                | Manuel Serifo Nhamadjo (2012-2014) |                                  |            |
|                                                                      |                                                                      | Rui Duarte de Barros (1960-)                                         | 16 de mayo de 2012                                                   | 3 de julio de 2014                                                   | Independiente                                                        | Designado por el presidente (2014; 2019)                | José Mario Vaz (2014-2019)         |                                  |            |
| 19                                                                   |                                                                      | Domingos Simões Pereira (1963-)                                      | 3 de julio de 2014                                                   | 20 de agosto de 2015                                                 | PAIGC                                                                | Designado por el presidente (2014; 2019)                |                                    |                                  |            |
| 20                                                                   |                                                                      | Baciro Djá (1963-)                                                   | 20 de agosto de 2015                                                 | 17 de septiembre de 2015                                             | PAIGC                                                                | Designado por el presidente (2014; 2019)                |                                    |                                  |            |
| 21                                                                   |                                                                      | Carlos Correia (1933-2021)                                           | 17 de septiembre de 2015                                             | 27 de mayo de 2016                                                   | PAIGC                                                                | Designado por el presidente (2014; 2019)                |                                    |                                  |            |
| 22                                                                   |                                                                      | Baciro Djá (1963-)                                                   | 27 de mayo de 2016                                                   | 18 de noviembre de 2016                                              | PAIGC                                                                | Designado por el presidente (2014; 2019)                |                                    |                                  |            |
| 23                                                                   |                                                                      | Umaro Sissoco Embaló (1972-)                                         | 18 de noviembre de 2016                                              | 16 de enero de 2018                                                  | PAIGC                                                                | Designado por el presidente (2014; 2019)                |                                    |                                  |            |
| 24                                                                   |                                                                      | Artur Silva (1956-)                                                  | 16 de enero de 2018                                                  | 16 de abril de 2018                                                  | PAIGC                                                                | Designado por el presidente (2014; 2019)                |                                    |                                  |            |
| 25                                                                   |                                                                      | Aristides Gomes (1954-)                                              | 16 de abril de 2018                                                  | 28 de octubre de 2019                                                | PRID                                                                 | Designado por el presidente (2014; 2019)                |                                    |                                  |            |
| 26                                                                   |                                                                      | Faustino Imbali (1956-)                                              | 28 de octubre de 2019                                                | 8 de noviembre de 2019                                               | Independiente                                                        | Designado por el presidente (2014; 2019)                |                                    |                                  |            |
|                                                                      |                                                                      | Aristides Gomes (1954-)                                              | 8 de noviembre de 2019                                               | 28 de febrero de 2020                                                | PRID                                                                 | Designado por el presidente (2014; 2019)                |                                    |                                  |            |
| 27                                                                   |                                                                      | Aristides Gomes (1954-)                                              | 8 de noviembre de 2019                                               | 28 de febrero de 2020                                                | PRID                                                                 | Designado por el presidente (2014; 2019)                | Umaro Sissoco Embaló (2019-)       |                                  |            |
| 28                                                                   |                                                                      | Nuno Gomes Nabiam (1966-)                                            | 28 de febrero de 2020                                                | 8 de agosto de 2023                                                  | APU-PDGB                                                             | Designado por el presidente (2014; 2019)                | Umaro Sissoco Embaló (2019-)       |                                  |            |
| 29                                                                   |                                                                      | Geraldo Martins (1967-)                                              | 8 de agosto de 2023                                                  | 20 de diciembre de 2023                                              | PAIGC                                                                | Designado por el presidente (2014; 2019)                | Umaro Sissoco Embaló (2019-)       |                                  |            |
| 30                                                                   |                                                                      | Rui Duarte de Barros (1960-)                                         | 20 de diciembre de 2023                                              | Presente                                                             | PAIGC                                                                | Designado por el presidente (2014; 2019)                | Umaro Sissoco Embaló (2019-)       |                                  |            |